# Monazosa athysanota
Monazosa athysanota är en stekelart som beskrevs av Dzhanokmen 1975. Monazosa athysanota ingår i släktet Monazosa och familjen puppglanssteklar.
Artens utbredningsområde är Kazakstan. Inga underarter finns listade i Catalogue of Life.